# Tum Tiêu
Tum Tiêu (tiếng Khmer: ទុំទាវ) là truyện thơ tiêu biểu và có tầm quan trọng đặc biệt trong thế kỷ bạc của thi ca Campuchia - thế kỷ XIX - được nhân dân Campuchia yêu thích và truyền tụng đến ngày nay.
Tác phẩm kể về một câu chuyện tình có thật xảy ra vào thế kỉ XVI tại kinh đô Campuchia khi còn đóng ở Long Vek (1336-1593), đây là một sự kiện thương tâm làm day dứt người Campuchia mấy thế kỉ qua.
Tum Tiêu là tác phẩm đã trải qua một quá trình hình thành cốt truyện lâu dài và văn bản hóa phức tạp.
Hiện nay, các nhà nghiên cứu đã sưu tầm được 4 văn bản khác nhau, một văn bản viết trên lá cọ của Okhna San Thor Voha Mok (1846-1908) viết theo thể thất ngôn; một văn bản cũng viết trên lá cọ nhưng theo các thể thơ khác nhau; một bản là truyện thơ dài 4204 câu của Bo Tum Therat Som (1852-1932); một bản được Vipularagiusena Nucon viết lại bằng thể thơ tám chữ lấy tên là Tiêu Ek được Giải thưởng văn học Campuchia năm 1942. Trong các bản nói trên, phổ biến nhất là văn bản của Bo Tum Therat Som.

## Nội dung
Tum là một chàng trai tuấn tú, hát hay. Khi đi tu ở chùa Vihear Thom, một hôm Tum cùng bạn Pếch đi bán quả mâm bồng ở tỉnh Thong Khmum, gặp nàng Tiêu xinh đẹp, hai người yêu nhau. Ngay trong đêm hò hẹn đầu tiên, họ đã hiến dâng cho nhau tất cả và nguyện suốt đời sống chết có nhau, đợi ngày nên duyên vợ chồng.
Nhưng khi Tum trở về, mẹ Tiêu vì ham tiền bạc phú quý đã nhận lời gả cô cho Mơn Nguôn, con một viên quận trưởng. Trong khi đó Tum được vua chọn là ca sĩ cung đình và chàng ở trong cung, phải xa Tiêu. Ít lâu sau, Tiêu được chọn là cung phi. Trong một buổi ca hát, Tum ngạc nhiên nhìn thấy Tiêu. Chàng Tum mạnh dạn kể về câu chuyện tình của hai người cho vua nghe. Ban đầu vua nổi giận, nhưng khi hỏi ra ngọn ngành, biết đúng là sự thật, vua đồng ý làm lễ cưới cho hai người.
Mẹ Tiêu mừng hụt vì tưởng Tiêu có thể kiếm được chỗ giàu sang, ai dè nàng vẫn lẫy anh chàng nghèo khổ. Lấy cớ ốm, bà gọi Tiêu về rồi ép gả cho Mơn nguôn. Tiêu vội vã viết thư cho Tum. Tum bèn tâu lên vua. Vua liền ra sắc chỉ không cho làm đám cưới. Khi Tum mang thánh chỉ của vua về đến nơi thì đám cưới đã cử hành.
Tum và Tiêu gặp nhau đàng hoàng như vợ chồng, bất chấp sự ngăn cản của bà mẹ. Tiêu nguyện ước theo Tum đi cùng trời cuối đất, không chịu tham vàng bỏ ngãi. Bà mẹ Tiêu tức giận, bảo Mơn nguôn bắt Tum đem đi giết hại.
Nghe tin Tum chết, Tiêu lẳng lặng đến bên xác chàng và cắt cổ chết theo. Cô hầu gái Nô cũng chết theo chủ.
Sự việc được tâu lên vua, vua liền đem quân lính đến trừng trị tất cả những người có tội.

## Giá trị tác phẩm
Tum Tiêu đề cập đến vấn đề bi kịch của đôi trai tài gái sắc xuất thân từ tầng lớp lao động bình dân; là tiếng hát ngợi ca hạnh phúc đích thực, chân chính của con người; là tiếng ca của niềm tin vào chính nghĩa, vào nghĩa tình, vào cái đẹp, cái Thiện và là lời kêu gọi đấu tranh chống lại tất cả những gì chà đạp lên hạnh phúc xứng đáng của con người.
Dựa trên cốt truyện là câu chuyện tình bi thảm bậc nhất của đôi trai tài gái sắc xuất thân từ tầng lớp cấp thấp trong xã hội, tác phẩm lên tiếng mạnh mẽ ca ngợi và bênh vực những con người chân chính và lương thiện. Song song với hình ảnh tốt đẹp của hai người trẻ tuổi Tum và Tiêu là hình ảnh những con người tham lam, độc ác (mẹ Tiêu, Arơchun và con trai), tượng trưng cho sự thối nát của tầng lớp quan lại phong kiến địa phương.
Về nghệ thuật, Tum Tiêu là một tác phẩm văn học đạt đến những thành tựu nhất định về nghệ thuật kết cấu theo thời gian. Tác phẩm có những trang miêu tả tâm lý nhân vật chân thật, đặc sắc với những hình ảnh độc đáo, ngôn ngữ trong sáng, chính xác nhưng chứa chan tình cảm và tràn đầy chất thơ. Với những nét độc đáo, mới mẻ về nội dung đề tài, kết cấu, nghệ thuật xây dựng nhân vật, Tum Tiêu đã chiếm một vị trí đặc biệt quan trọng trong nền văn học truyền thống của Campuchia.

## Chuyển thể
- Tum Tiêu (phim, 2003)